# Stemodiopsis
Stemodiopsis, rod višegodišnjeg bilja i trajnica iz porodice ljuborovki (Linderniaceae). Pripada mu 7 vrsta rasprostranjenih od istočne tropske do Južne Afrike

## Opis
Višegodišnje zeljasto bilje. Listovi nasuprotni, jednostavni, cjeloviti do nazubljeni. Cvjetovi pojedinačni ili u 2-3 cime. Čaška 5-režnjevita; režnjevi duži od cijevi. Vjenčić s 2 usne; cijev cilindrična ili gore malo proširena; gornja usna 2-režnjevita; donja usna 3-režnjevita. Prašnika 4, didinamna; prašnici 2-tekusni. Čahura kljunata (rostratna), u plodu usmjerena prema dolje. 

## Komentar
Svrstavanje ovog roda u Linderniaceae je privremen. U nedavnoj reviziji utvrđeno je da su sve madagaskarske vrste bliže srodne hemiparazitskim rodovima i sada su smještene u rod Nesogenus unutar Orobanchaceae. To međutim ne vrijedi za afričke kontinentalne vrste. Budući da oni još nisu dodatno proučavani, njihove najbliže taksonomske povezanosti nisu jasne i njihov status zasad ostaje neriješen.

## Vrste
1. Stemodiopsis buchananii Skan
2. Stemodiopsis eylesii S.Moore
3. Stemodiopsis glandulosa Philcox
4. Stemodiopsis kamundii K.Balkwill
5. Stemodiopsis linearis S.Moore
6. Stemodiopsis rivae Engl.
7. Stemodiopsis ruandensis Eb.Fisch.